# Satoru Yamagishi
Satoru Yamagishi (n. Inage-ku, Japón; 3 de mayo de 1983) es un futbolista japonés que se desempeña como centrocampista.

## Clubes
| Club                | País  | Año         |
| ------------------- | ----- | ----------- |
| JEF United          | Japón | 2002 - 2006 |
| Kawasaki Frontale   | Japón | 2008 - 2010 |
| Sanfrecce Hiroshima | Japón | 2010 -      |